# Luka Jović
Luka Jović (szerbül: Лука Јовић; Loznica, 1997. december 23. –) BL-győztes szerb válogatott labdarúgó, a görög AÉK játékosa.

## Pályafutása

### Klubcsapatokban

#### A kezdetek
Jović 2005 és 2014 között a Crvena zvezda akadémiáján nevelkedett, majd itt lett profi játékos. 2014. május 28-án 16 évesen, 5 hónaposan és 5 naposan mutatkozott be a bajnokságban az újvidéki Vojvodina ellen, a 73. percben Ifeanyi Onyilo cseréjeként küldte pályára Slaviša Stojanovič. 3 perccel később megszerezte első gólját, amivel megdöntötte Dejan Stanković rekordját, ő lett a klub legfiatalabb gólszerzője. A mérkőzés 3–3-as döntetlennel ért végett, így megnyerték a 2013–14-es szezont.

#### Benfica
2016 februárjában aláírt a portugál Benfica csapatához 2021-ig. Március 9-én a tartalékcsapatban a Sporting da Covilhã ellen mutatkozott be a 2–2-re végződő másodosztályú bajnoki mérkőzésen. Március 20-án az első csapatban a Boavista ellen debütált.

#### Eintracht Frankfurt
2017 júliusában 2 szezonra kölcsönbe került a német Eintracht Frankfurt csapatához. Augusztus 12-én a kupában a TuS Erndtebrück ellen mutatkozott be. Szeptember 16-án góllal mutatkozott be a bajnokságban az Augsburg ellen. 2018. április 18-án a német kupa elődöntőjében a Schalke ellen a 75. percben Jonathan de Guzmán szögletére remekül érkezett és szép mozdulattal, sarokkal a hosszú alsóba pörgetett az ötös bal sarkának közeléből a labdát, ezzel döntőbe lőtte csapatát. Október 19-én a Fortuna Düsseldorf ellen 7–1-re megnyert bajnoki mérkőzésen 5 gólt szerzett. Az első szerb lett, aki mesterhármast ért el a német élvonalban és a legfiatalabb, aki ötször talált a hálóba egyazon meccsen.
2019. április 17-én az Eintracht Frankfurt végleg megvásárolta játékjogát a Benficától. A szerb csatár 2023-ig kötelezte el magát.

#### Real Madrid
2019. június 4-én a spanyol Real Madrid a hivatalos honlapján jelentette be, hogy 2025-ig szerződtette a támadót az Eintracht Frankfurttól. A szezonban 21 bajnoki mérkőzésen lépett pályára melyeken két gólt szerzett. Stabil kezdő nem tudott lenni, emellett sérülések is hátráltatták.

#### Eintracht Frankfurt - kölcsönben
2021. január 14-én hivatalosan is megegyezett a Real Madrid és a Frankfurt egymással a szerb támadó kölcsönszerződéséről a 2020–21-es kiírás végéig. A hírek szerint a megállapodás értelmében a németeknek nem kell fizetniük a kölcsönért, de Jović fizetését nekik kell vállalniuk. Január 17-én a 62. percben csereként lépett pályára a Schalke ellen, ahol rögtön duplázni tudott, így segítve csapatát a 3–1-es sikerhez. Érdekesség, hogy 28 perc alatt annyi gólt szerzett, mind a Real Madridban másfél év és 32 találkozó alatt.

#### AC Milan
2023 nyarán, az átigazolási szezon utolsó napján szerződtette az AC Milan. Jović egy évre szóló szerződést írt alá.

#### AÉK Athén
2025. augusztus 5-én a görög élvonalbeli AÉK játékosa lett.

### A válogatottban
Tagja volt a 2014-es U19-es labdarúgó-Európa-bajnokságon részt vevő keretnek, amely az elődöntőig jutott. 2018 májusában bekerült a 2018-as labdarúgó-világbajnokságra utazó keretbe. Június 4-én a Chile elleni barátságos mérkőzésen a 84. percben Aleksandar Mitrović cseréjeként debütált a válogatottban.

## Statisztikái

### Klubcsapatokban
Legutóbb frissítve: 2021. december 19-én lett.
| Klub                             | Szezon           | Bajnokság | Bajnokság | Kupa  | Kupa | Ligakupa | Ligakupa | Nemzetközi | Nemzetközi | Egyéb | Egyéb | Összesen | Összesen |
| Klub                             | Szezon           | Mérk.     | Gól       | Mérk. | Gól  | Mérk.    | Gól      | Mérk.      | Gól        | Mérk. | Gól   | Mérk.    | Gól      |
| -------------------------------- | ---------------- | --------- | --------- | ----- | ---- | -------- | -------- | ---------- | ---------- | ----- | ----- | -------- | -------- |
| Crvena zvezda                    | 2013–14          | 1         | 1         | 0     | 0    | —        | —        | 0          | 0          | —     | —     | 1        | 1        |
| Crvena zvezda                    | 2014–15          | 22        | 6         | 2     | 0    | —        | —        | 0          | 0          | —     | —     | 24       | 6        |
| Crvena zvezda                    | 2015–16          | 19        | 5         | 2     | 1    | —        | —        | 2          | 0          | —     | —     | 23       | 6        |
| Crvena zvezda                    | Összesen         | 42        | 12        | 4     | 1    | —        | —        | 2          | 0          | —     | —     | 48       | 13       |
| Benfica B                        | 2015–16          | 7         | 2         | —     | —    | —        | —        | —          | —          | —     | —     | 7        | 2        |
| Benfica B                        | 2016–17          | 11        | 2         | —     | —    | —        | —        | —          | —          | —     | —     | 11       | 2        |
| Benfica B                        | Összesen         | 18        | 4         | —     | —    | —        | —        | —          | —          | —     | —     | 18       | 4        |
| Benfica                          | 2015–16          | 1         | 0         | 0     | 0    | 0        | 0        | 1          | 0          | 0     | 0     | 2        | 0        |
| Benfica                          | 2016–17          | 1         | 0         | 0     | 0    | 1        | 0        | 0          | 0          | 0     | 0     | 2        | 0        |
| Benfica                          | Összesen         | 2         | 0         | 0     | 0    | 1        | 0        | 1          | 0          | 0     | 0     | 4        | 0        |
| Eintracht Frankfurt              | 2017–18          | 22        | 8         | 5     | 1    | —        | —        | —          | —          | —     | —     | 27       | 9        |
| Eintracht Frankfurt              | 2018–19          | 32        | 17        | 1     | 0    | —        | —        | 14         | 10         | 1     | 0     | 48       | 27       |
| Eintracht Frankfurt              | Összesen         | 54        | 25        | 6     | 1    | —        | —        | 14         | 10         | 1     | 0     | 75       | 36       |
| Real Madrid                      | 2019–20          | 16        | 2         | 3     | 0    | —        | —        | 4          | 0          | 2     | 0     | 25       | 2        |
| Real Madrid                      | 2020–21          | 4         | 0         | 0     | 0    | —        | —        | 1          | 0          | 0     | 0     | 5        | 0        |
| Real Madrid                      | 2021–22          | 9         | 1         | 0     | 0    | —        | —        | 3          | 0          | 0     | 0     | 12       | 1        |
| Real Madrid                      | Összesen         | 30        | 3         | 3     | 0    | —        | —        | 9          | 0          | 2     | 0     | 44       | 3        |
| Eintracht Frankfurt (kölcsönben) | 2020–21          | 18        | 4         | 0     | 0    | —        | —        | —          | —          | —     | —     | 18       | 4        |
| Eintracht Frankfurt (kölcsönben) | Összesen         | 18        | 4         | 0     | 0    | —        | —        | —          | —          | —     | —     | 18       | 4        |
| Karrier összesen                 | Karrier összesen | 164       | 48        | 13    | 2    | 1        | 0        | 26         | 10         | 3     | 0     | 207      | 60       |

### A válogatottban
Legutóbb frissítve 2021. november 14-én lett.
| Nemzeti Csapat | Év       | Mérkőzés | Gól |
| -------------- | -------- | -------- | --- |
| Szerbia        | 2018     | 3        | 0   |
| Szerbia        | 2019     | 4        | 2   |
| Szerbia        | 2020     | 4        | 3   |
| Szerbia        | 2021     | 9        | 2   |
| Összesen       | Összesen | 20       | 7   |

### Góljai a válogatottban
Legutóbb frissítve: 2021. november 11-én frissítve.
| # | Dátum               | Helyszín                                  | Mérk. | Ellenfél    | Gól | Végeredmény          | Verseny                                    |
| - | ------------------- | ----------------------------------------- | ----- | ----------- | --- | -------------------- | ------------------------------------------ |
| 1 | 2019. március 20.   | Volkswagen Arena, Wolfsburg, Németország  | 4     | Németország | 1–0 | 1–1                  | Barátságos mérkőzés                        |
| 2 | 2019. június 10.    | Rajko Mitić Stadion, Belgrád, Szerbia     | 6     | Litvánia    | 3–0 | 4–1                  | 2020-as Európa-bajnokság-selejtező         |
| 3 | 2020. november 12.  | Rajko Mitić Stadion, Belgrád, Szerbia     | 9     | Skócia      | 1–1 | 1–1 (hu.) (4–5 tiz.) | 2020-as Európa-bajnokság-selejtező         |
| 4 | 2020. november 18.  | Rajko Mitić Stadion, Belgrád, Szerbia     | 11    | Oroszország | 2–0 | 5–0                  | 2020–2021-es UEFA Nemzetek Ligája (B liga) |
| 5 | 2020. november 18.  | Rajko Mitić Stadion, Belgrád, Szerbia     | 11    | Oroszország | 4–0 | 5–0                  | 2020–2021-es UEFA Nemzetek Ligája (B liga) |
| 6 | 2021. szeptember 1. | Nagyerdei Stadion, Debrecen, Magyarország | 15    | Katar       | 2–0 | 4–0                  | Barátságos mérkőzés                        |
| 7 | 2021. november 11.  | Rajko Mitić Stadion, Belgrád, Szerbia     | 19    | Katar       | 2–0 | 4–0                  | Barátságos mérkőzés                        |

## Sikerei, díjai

### Klubcsapatokban
Crvena zvezda
- Szerb bajnok: 2013–14, 2015–16

Benfica
- Portugál bajnok: 2015–16, 2016–17
- Portugál szuperkupa: 2016

Eintracht Frankfurt
- Német kupa: 2017–18[30]

Real Madrid
- Spanyol bajnok: 2019–20,[31] 2021–22
- Spanyol szuperkupa: 2019–20,[32] 2021–22
- Bajnokok Ligája: 2021-22